# Abengibre
Abengibre este un oraș din Spania, situat în provincia Albacete din comunitatea autonomă Castilia-La Mancha. În 2020 avea o  populație de 760 de locuitori. Se află la 45 km de la capitala provinciei.
Una dintre cele mai importante descoperiri din acest municipiu a fost vesela iberică de la Abengibre, cunoscută sub numele de "Los Platos de Abengibre" (Farfuriile de la Abengibre) sau "El Tesoro de Abengibre", (Tezaurul de la Abengibre) este cea mai importantă piesă arheologică găsită până acum în zona sa municipală și una dintre cele mai remarcabile din provincia Albacete.

A fost găsit în februarie 1934, din pură întâmplare, de către un fermier în timp ce săpa în locul numit „El Vallejo de las Viñas”, care se află pe dealul vizavi de locația actuală a orașului.
1. ↑  Nomenclátor Geográfico de Municipios y Entidades de Población (20240402 edition)